# Andarahy AC
Andarahy AC was een Braziliaanse voetbalclub uit Rio de Janeiro.

## Geschiedenis
De club werd opgericht in 1909. Nadat de club in 1915 kampioen werd in de tweede klasse van het Campeonato Carioca promoveerde de club naar de hoogste klasse. De club speelde er jaren in de middenmoot. In 1924 kwam er door een onenigheid een splitsing waardoor er twee competities waren. Andarahy werd dit jaar vicekampioen, achter Vasco da Gama, de topclubs speelden wel in de andere competitie. In 1932 werd de club nogmaals vicekampioen. Na 1937 verdween de club uit de hoogste klasse. In 1961 werd het stadion van de club gekocht door America.